# Johann Heß
Johann Heß (Nuremberg, 23 de Setembro de 1490 — Wrocław, 5 de Janeiro de 1547) foi teólogo luterano e reformador alemão. Deu aulas de direito e artes liberais na Universidade de Wittenberg. Em Wittenberg se tornou seguidor de Martinho Lutero, onde entrou em contato com a Reforma Protestante. Em 1513 tornou-se secretário de Johannes V. Thurzo (1466-1520), Príncipe-bispo de Breslávia.
Em 1518, Heß se mudou para Bolonha onde estudou teologia, completando seus estudos em 1519. Voltando para a Silésia, fez uma parada em Wittenberg, onde se tornou amigo de Filipe Melanchthon. Em 1523, Heß tornou-se pastor da Igreja de Santa Maria Madalena, provavelmente por indicação de Laurentius Corvinus (1465-1527). Nos anos seguintes, introduziu lentamente os ensinamentos protestantes em Breslávia, apresentando suas ideias no Monastério de Santa Doroteia, em 1514. Seus métodos diplomáticos até normalizaram o relacionamento com o bispo católico Jakob von Salza (1481-1539).
Teologicamente, ele, Ambrosius Moibanus, pastor da Igreja de Santa Isabel, e o conselho da cidade de Breslávia contemporizavam com Wittenberg e eram adversários de Kaspar Schwenckfeld (1489-1561) e seus seguidores em Legnica. Em 1541, ele tomou parte na Conferência de Regensburgo.

## Obras
- Sedulij Hymnus de natiuitate Christi vsq: ad ascensionem. Certamen virtutis & voluptatis ex XV. Silii Italici. Baptistæ Mantuani [De formoso et probo] Antonii Codri epigrāmata nōnulla castissima. Admonitio Lactātii ad colendū Deū sanctissima. Ioannis Pici ... Regulæ duodecim ... 1513
- e D. Pauli theologia et contra perniciosas theologorum aetatis nostrae ... - Philipp Melanchthon - 1520
- DECLAMATIVNCVLA IN D. PAVLI DOCTRINAM. Epistola ad Iohannem Hessum Theologum, Philippi Melanchthonis - 1520
- De D. Pavli Theologia Et Contra Perniciosas Theologorvm Aetatis Nostrae Scholas Philippi Melanchthonis Declamativncvla Et Qvaedam Alia Lectv Dignissima - 1520
- Philippi Melanchthonis declamatiunculae duae in Divi Pauli Doctrinam: Eiusdem Epistola ad Johannem Hessum Theologum - 1522
- Von disen nach geschriben Schlußreden ist gehandelt worden auß Göttlicher ... - 1524
- Contra novum errorem de sacramento corporis & sanguinis Domini Nostri Iesu Christi, Epistola - 1525
- Ioan. Hessi ... Gamelion gameliis, auspicatissimis, felicissimis V. Cl. Dn ... - 1613
- De Iudicio Dei Angelos Lapsos - 1711
- Dissertatio Irenica De Veritatis Et Charitatis Amicissimo in Ecclesia Protestantium connubio - 1721
- Disp. theol. de fluxu sanguinis et aquae Christi laterali: ex Ioh. XIX. v ... - 1736